# جنو جرب
جنو جْرَب (بالإنجليزية: GNU GRUB)‏ هو مدير إقلاع تابع لمشروع جنو. له شعبية كبيرة ويستخدم بشكل كبير جدا كمدير إقلاع مبدئي لتوزيعات لينكس ونظم يونكس الشبيهة الأخرى مثل عائله بي.إس.دي.
تميز بأنه يسمح بتعدد نظم التشغيل، بالإضافة إلى انه يمتلك سطر أوامر من اجل التحكم به، وإمكانية وضع كلمه سر عليه. يمكن أن تضع خلف قائمة الإقلاع صوره تختارها، كما أنه يمكنك وضع نظام تشغيل مبدئي يقلع عليه بعد عدد من الثواني. كلمة GRUB هي اختصار من كلمة GRand Unified Bootloader

## ماضيه

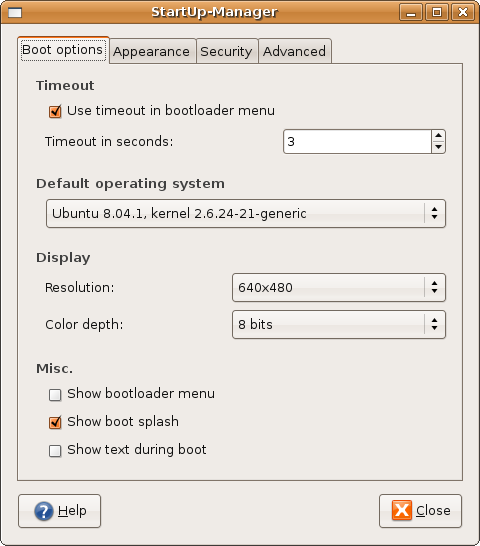

بدأ هذا المشروع في عام 1995 على يد إريك بولين حيث كان يريد الإقلاع إلى نظام جنو هيرد، فقام هو وبراين فورد بوضع المواصفات الخاصة بمدير الإقلاع وبالفعل بدأ إريك بالتعديل على محمل اقلاع فري بي.إس.دي حيث كان محمّل إقلاع فري بي.إس.دي سهل للفهم وبسيط، وجد إريك ان كتابة محمّل اقلاع من الصفر امر بسيط، بعدها وضع محمل فري بي.إس.دي على جنب وبدأ في جرب، اضاف إريك العديد من المميزات على جرب وفي عام 1999 أُضيف جرب كبرنامج رسمي في مشروع جنو وفُتِح المجال من اجل تطويره.

## وصلات خارجية
- جنو جرب على موقع Free Software Directory (الإنجليزية)
- الموقع الرسمي لجنو جرب